# Folies Bergère

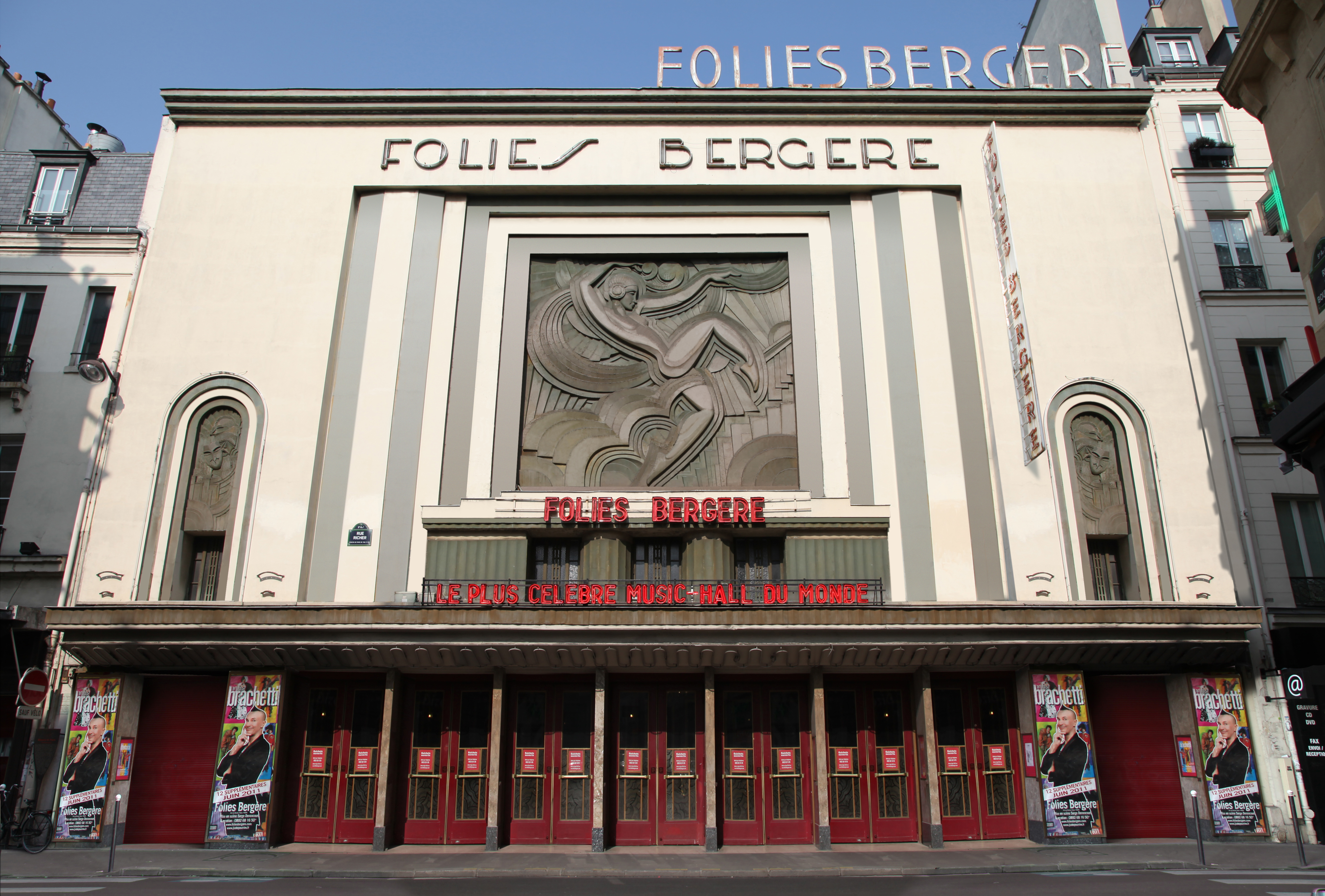
Fasaden mot 32 Rue Richer.

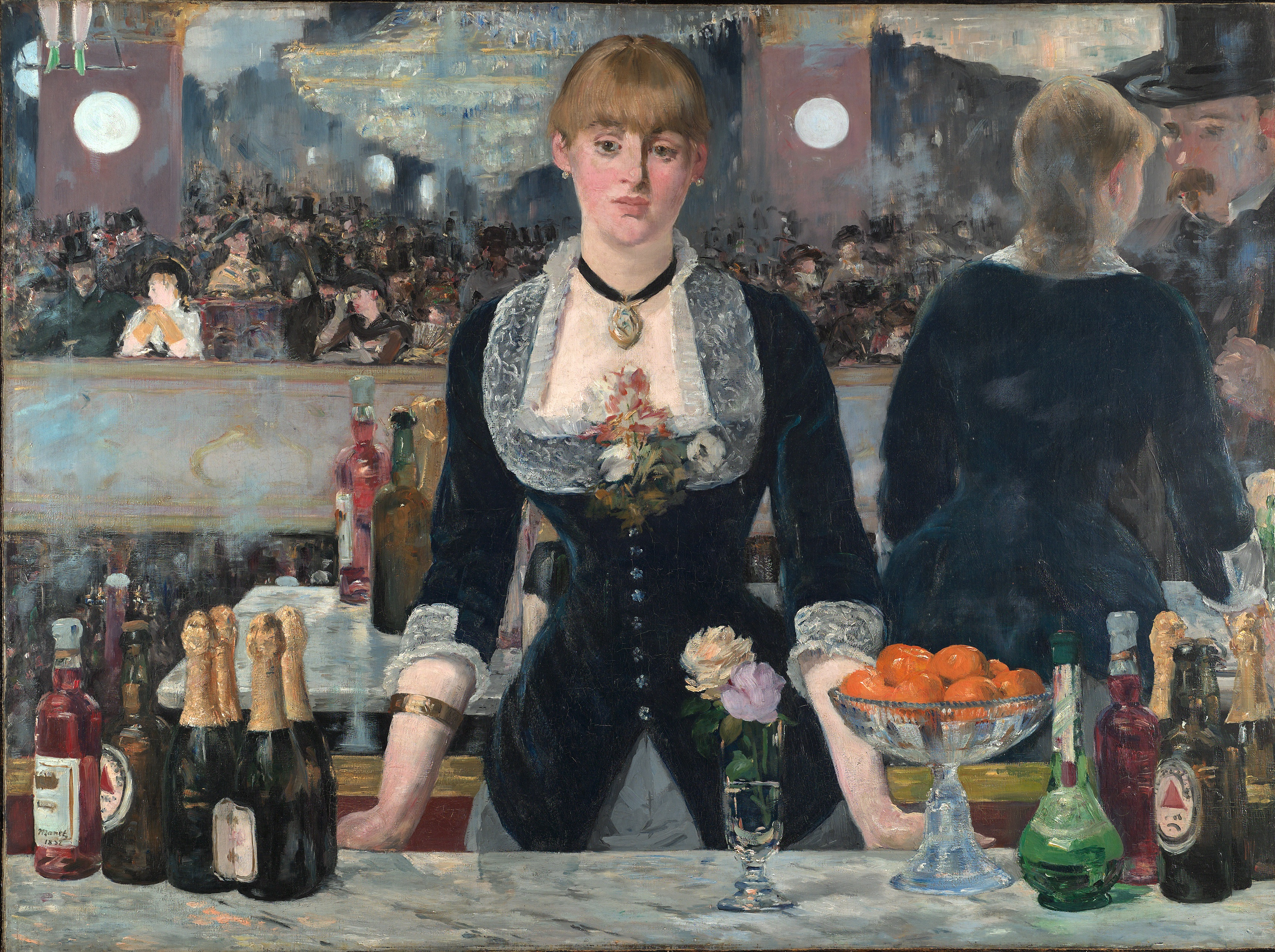
Édouard Manets målning En bar i Folies Bergère från 1882.

Folies Bergère är en revyteater i Paris som är belägen på 32 Rue Richer. Den invigdes den 1 maj 1869. På teatern ges föreställningar där fokus ligger på kostymprakt.
Namnet betyder "herdinnegalenskap". "Bergère", herdinna, kan jämföras med Bergère som är namnet på en typ av fransk stol vars namn betyder herdinna.
Bland annat framträdde den svenska varietéartisten Anna Lundberg vid teatern under 1890-talet, under namnet "Othie del Rio, chanteuse cosmopolite".

## Artister som uppträtt på Folies Bergère
- Charles Aznavour
- Louisa Baïleche
- Josephine Baker
- Pierre Boulez
- Cantinflas
- Charlie Chaplin
- Maurice Chevalier
- Dalida
- Fernandel
- W. C. Fields
- Ella Fitzgerald
- Loie Fuller
- Jean Gabin
- Grock, clown
- Johnny Hallyday
- Benny Hill
- Zizi Jeanmaire
- Elton John
- Claudine Longet
- Jean Marais
- Marcel Marceau
- Cléo de Mérode
- Mistinguett
- Yves Montand
- Musidora
- Patachou
- Édith Piaf
- Yvonne Printemps
- Raimu
- Ginger Rogers
- Frank Sinatra
- Charles Trenet
- Odette Valery
- Sylvie Vartan

## Klassiska affischer

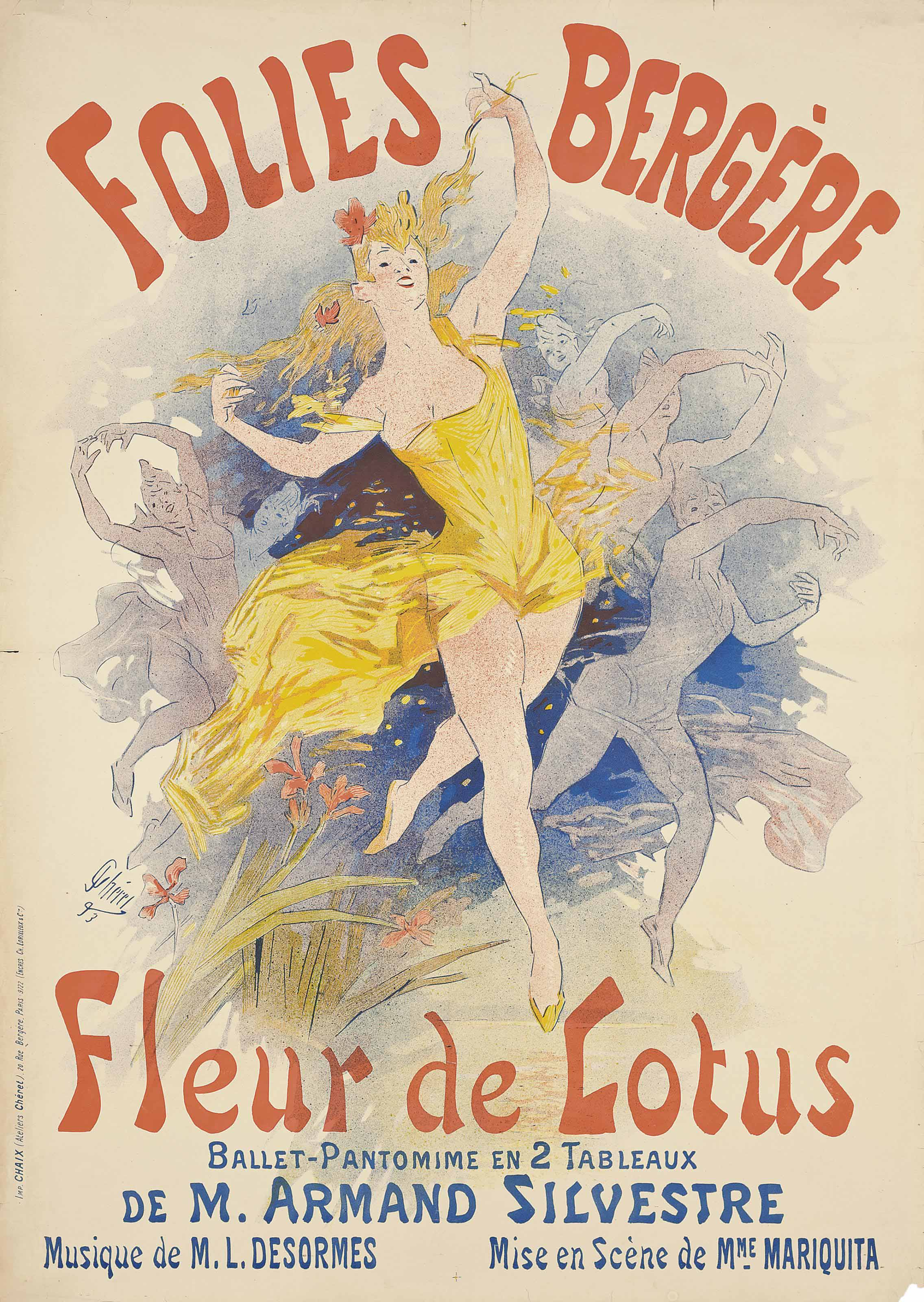
Fleur de Lotus 1893.
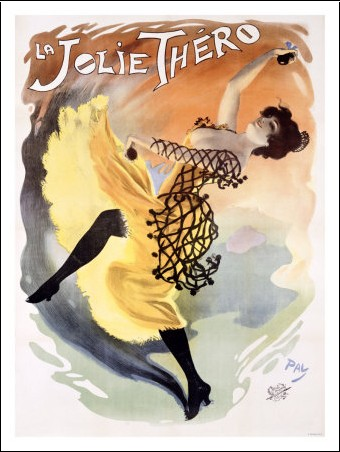
La Jolie Théro.
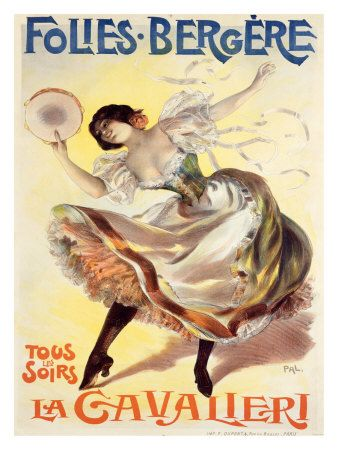
La Cavalieri.
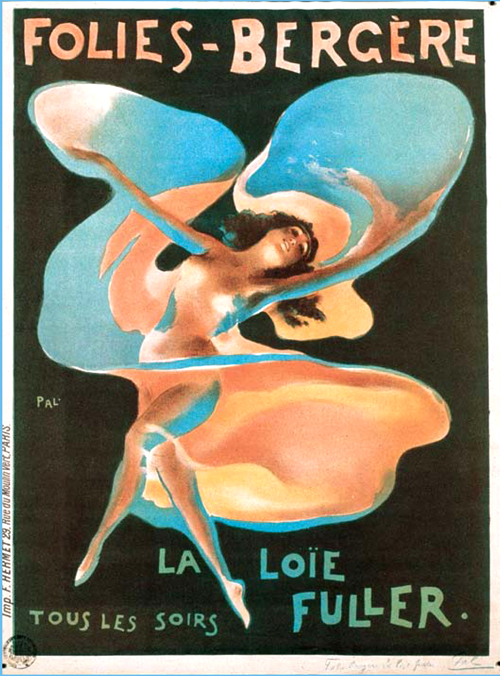
La Loïe Fuller1895.
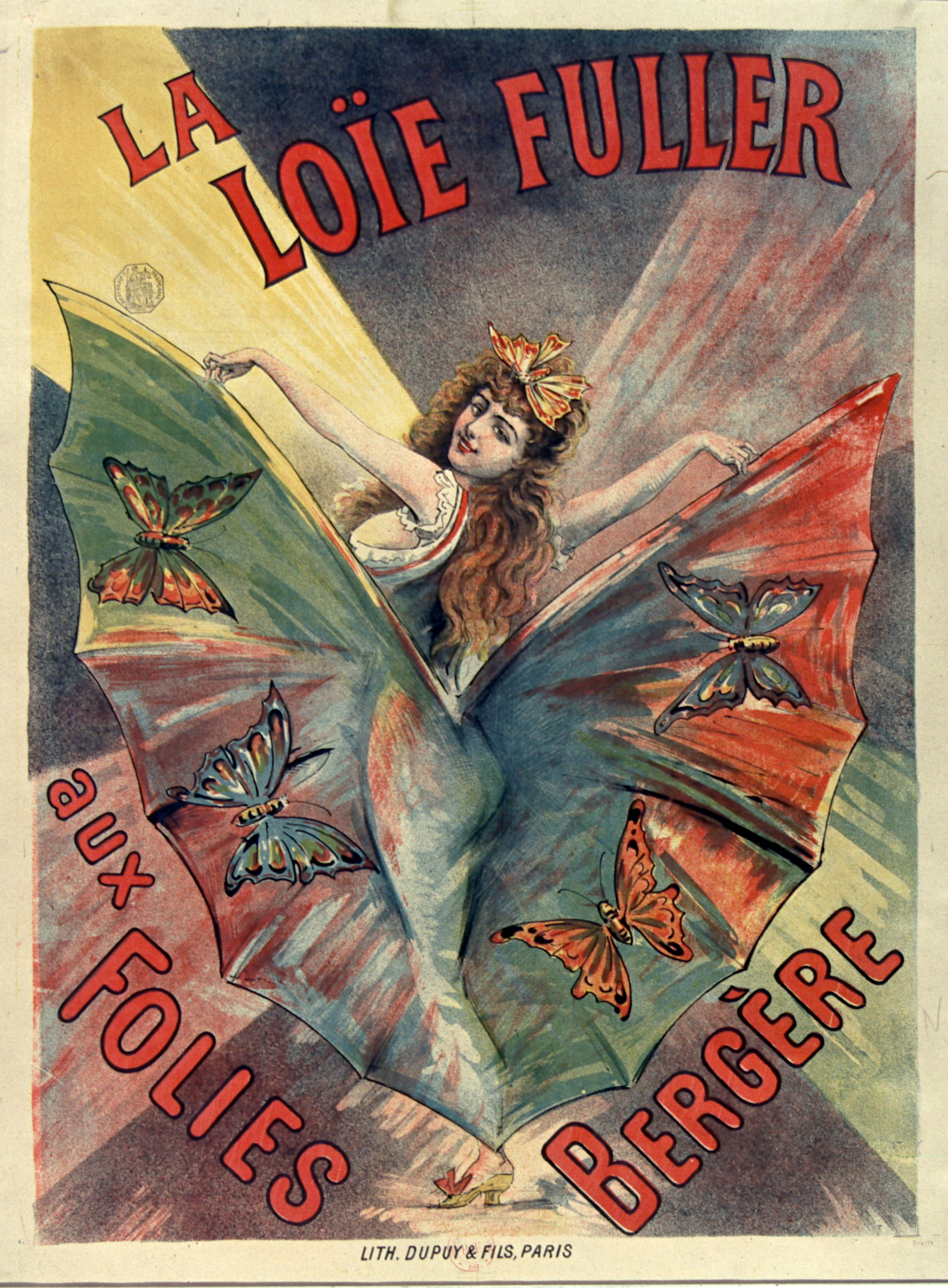
La Loïe Fuller, av Henri de Toulouse-Lautrec 1895.
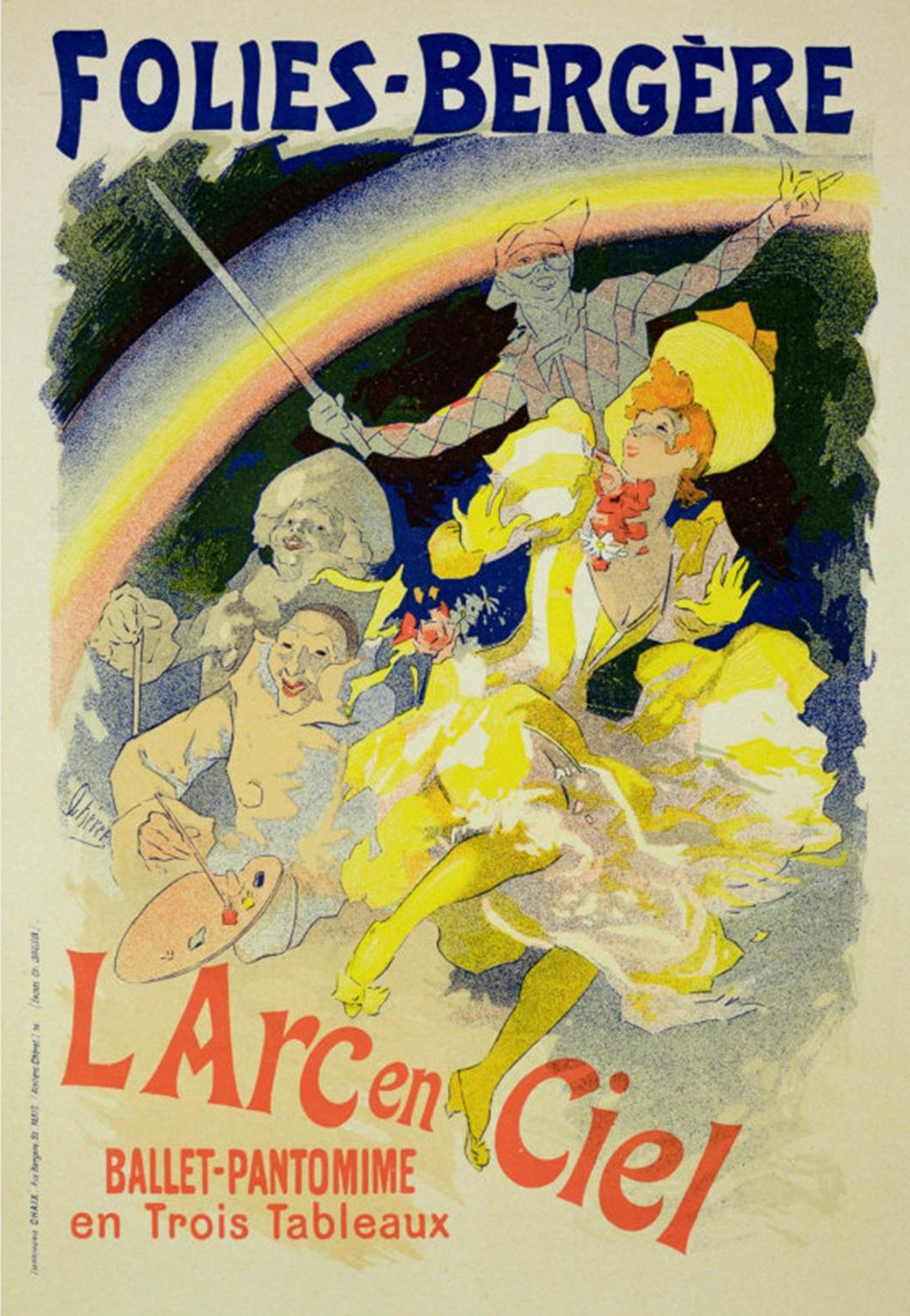
L'arc en ciel 1896.
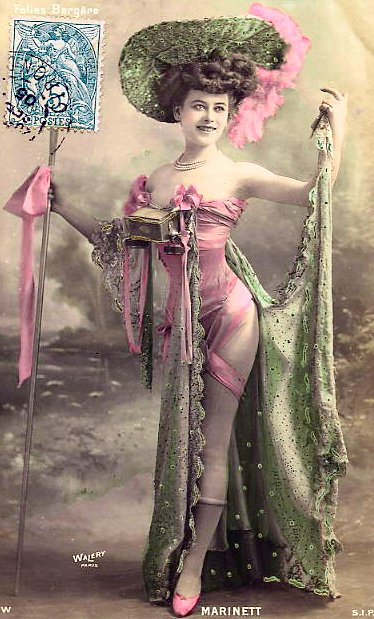
Danseuse 1900.